# Ленськ (аеропорт)
Аеропорт Ленськ (IATA: ULK, ICAO: UERL) - цивільний аеропорт у місті Ленськ, Росія.

## Приймаємі типи повітряних суден[2]
Ан-12, Ан-24, Ан-26, Ан-38, Ан-72, Ан-140, Як-40, Л-410, Ил-76 (взимку) та легші, вертольоти всіх типів.

## Авіалінії та напрямки на травень 2016
| Авіакомпанія                | Пункт призначення          |
| --------------------------- | -------------------------- |
| Alrosa Mirny Air Enterprise | Іркутськ, Якутськ          |
| IrAero                      | Іркутськ                   |
| Polar Airlines              | Іркутськ, Якутськ          |
| Yakutia Airlines            | Братськ, Іркутськ, Якутськ |